# Vålerenga Ishockey
Vålerenga Ishockey – norweski klub hokejowy z siedzibą w Oslo. Klub ten jest częścią klubu sportowego Vålerenga IF.

## Sukcesy
- Złoty medal mistrzostw Norwegii (26 razy): 1960, 1962, 1963, 1965, 1966, 1967, 1968, 1969, 1970, 1971, 1973, 1982, 1985, 1987, 1988, 1991, 1992, 1993, 1998, 1999, 2001, 2003, 2005, 2006, 2007, 2009